# Yesterdays (album Yes)
Yesterdays – album kompilacyjny grupy Yes wydany w 1975 roku. Zawierał wybrane utwory z dwóch pierwszych płyt zespołu oraz dwa utwory z innych wydawnictw: America (nagrany dla potrzeb składanki wytwórni Atlantic The New Age Of Atlantic w 1972 r.) i Dear father (ukazał się na singlu Sweet dreams).

## Lista utworów
Strona A
| 1. | "America" (Paul Simon)                        | 10:30 |
|    |                                               |       |
| 2. | "Looking Around" (Jon Anderson/Chris Squire)  | 4:00  |
|    |                                               |       |
| 3. | "Time and a Word" (Jon Anderson/David Foster) | 4:32  |
|    |                                               |       |
| 4. | "Sweet Dreams" (Jon Anderson/David Foster)    | 3:50  |
|    |                                               |       |
|    |                                               | 22:52 |
|    |                                               |       |
Strona B
| 1. | "Then" (Jon Anderson)                     | 5:45  |
|    |                                           |       |
| 2. | "Survival" (Jon Anderson)                 | 6:20  |
|    |                                           |       |
| 3. | "Astral Traveller" (Jon Anderson)         | 5:53  |
|    |                                           |       |
| 4. | "Dear Father" (Jon Anderson/Chris Squire) | 4:21  |
|    |                                           |       |
|    |                                           | 22:19 |
|    |                                           |       |